# Дора Делийска
Дора Делийска е българска пианистка, която живее във Виена, Австрия.

## Биография
Родена е на 31 октомври 1980 г. в Плевен.
Още на 5 години проявява интерес към музиката и взима първите си уроци по пиано. От 1990 до 2000 г. учи в СМУ „Панайот Пипков“ в класа по пиано на Елеонора Карамишева и паралелно завършва с отличие гимназията с преподаване на чужди езици в Плевен. През 2000 година е приета във Виенската академия (на немски: Universitat Musik und darstellende Kunst). Там посещава уроци при проф. Юрг фон Венчгер, проф. Щефан Владар и проф. Ноел Флорес. За музикалното ѝ развитие принос има и работата с проф. Марина Капацинска в Музикалната академия „Панчо Владигеров“ в София.
Младата пианистка концертира като камерен музикант и солист на оркестри в много страни в Европа – Австрия, Холандия, Швейцария, Белгия, Словакия, Словения, Хърватска, България, Италия и др. Тя има и широк опит в сферата на камерната музика. Дълги години музицира заедно с цигуларката Валя Дервенска, с която през 2004 г. са финалистки на конкурса „Camerata musica“ в Трапани, Сицилия.
Дора Делийска е носителка на редица награди от международни конкурси. Обучението ѝ във Виена е спомогнато от множество стипендии, сред които: „Dr. Boesch Stiftung“, стипендия на Министерството на културата на Австрия, както и стипендия от фондация „Labberte“ в Гронинген, Холандия. През 2004 г. получава стипендия „Erasmus“, чрез която учи един семестър в Royal Academy of Music в Хага. От 10 години живее във Виена.

## Дискография
- 2009: Franz Liszt, Klavierwerke (Gramola 98853)
- 2010: Franz Liszt und Frédéric Chopin, Balladen und Walzer (Gramola 98899)
- 2012: Doppelgänger – Franz Liszt, Transkriptionen von Werken Franz Schuberts (Gramola 98931)
- 2013: Franz Schubert, Klavierwerke (Gramola 98669)
- 2014: Caprice Viennoise – Kreisler, Brahms, Ravel, Enescu. Luka Kusztrich (Violine), Dora Deliyska (Klavier) (CAPRICCIO)
- 2014: Meeresstille – letzte Sonaten. Beethoven, Schubert (Gramola 99018)
- 2014: Robert Schumann, Kreisleriana, Kinderszenen und Paganini-Etüden 3/1/2 (Gramola 99058)
- 2015: Danzas. Greg Anderson, Béla Bartók, Astor Piazzolla, Igor Stravinsky, Alberto Ginastera. Dora and friends. Mit Luca Monti (Klavier), Nora Romanoff-Schwarzberg (Viola), Yury Revich (Violine), Florian Willeitner (Violine), Georg Breinschmid (Bass) (Gramola 99099)